# Ганке, Гугон
Гугон Ганке или Хугон Ханке (пол. Hugon Hanke; 26 марта 1904, Семяновице-Слёнске — 19 декабря 1964, Варшава) — польский политик, 38-й премьер-министр Польши и 8-й премьер-министр Республики Польша в изгнании (в 1955 году), но неожиданно вернулся в Польшу во время пребывания на посту премьер-министра Республики Польша в изгнании.

## Биография
Происходил из шахтерской семьи.
Принимал участие в политике во время Второй Польской Республики до Второй мировой войны. Был активным членом Союза христианских рабочих (Chrześcijańskie Związki Zawodowe) и Партии труда (Stronnictwo Pracy) в Силезии.
Во время войны служил солдатом польской армии на Западе.
После того, как премьер-министр в изгнании Станислав Цат-Мацкевич бежал в Польшу, Ханке был назван его преемником президентом Августом Залесским и пребывал в должности с 8 августа по 10 сентября 1955 года. Как и его предшественник, он покинул Лондон и бежал в Польшу.
Он был похоронен на Военном Кладбище на Повонзках в Варшаве.